# NGC 1658
NGC 1658 é uma galáxia espiral (Sbc) que se localizada na direcção da constelação de Caelum. Possui uma declinação de -41° 27' 49" e uma ascensão recta de 4 horas, 44 minutos e 01,1 segundos.
A galáxia NGC 1658 foi descoberta em 1 de Dezembro de 1837 por John Herschel.